# Piłka siatkowa na Igrzyskach Panarabskich 2011
Turniej w piłce siatkowej rozegrany podczas XII Igrzysk Panarabskich odbywających się w Katarze był dziesiątym w historii igrzysk panarabskich zmaganiem w halowej odmianie tej dyscypliny sportu oraz pierwszym w wersji plażowej. Przystąpiło do niej 11 męskich i 5 żeńskich zespołów halowych oraz 24 męskich par plażowych. 
Arenami zmagań były Al-Rajjan Sports Club Indoor Hall i Al-Gharafa BV Arena.

## Medaliści
| Kategoria | Złoto | Srebro   | Brąz                         |
| --------- | ----- | -------- | ---------------------------- |
| mężczyźni | Egipt | Katar    | Algieria                     |
| kobiety   | Egipt | Algieria | Zjednoczone Emiraty Arabskie |

| Kategoria | Złoto                 | Srebro                  | Brąz              |
| --------- | --------------------- | ----------------------- | ----------------- |
| mężczyźni | Al-Subhi / Al-Balushi | Al-Housni / Al-Shereiqi | Marhoon / Qarqoor |

## Klasyfikacja medalowa
| Lp.   | Państwo                      | Złoto | Srebro | Brąz | Razem |
| ----- | ---------------------------- | ----- | ------ | ---- | ----- |
| 1     | Egipt                        | 2     | 0      | 0    | 2     |
| 2     | Oman                         | 1     | 1      | 0    | 2     |
| 3     | Algieria                     | 0     | 1      | 1    | 2     |
| 4     | Katar                        | 0     | 1      | 0    | 1     |
| 5     | Bahrajn                      | 0     | 0      | 1    | 1     |
| 5     | Zjednoczone Emiraty Arabskie | 0     | 0      | 1    | 1     |
| Razem | Razem                        | 3     | 3      | 3    | 9     |

## Turniej mężczyzn w piłce siatkowej

### Runda preeliminacyjna

#### Grupa A
Tabela
| Lp. | Drużyna          | Pkt | Mecze | Mecze   | Mecze   | Sety | Sety | Sety   | Małe punkty | Małe punkty | Małe punkty |
| Lp. | Drużyna          | Pkt | M     | W (3:2) | P (2:3) | wyg. | prz. | ratio  | zdob.       | str.        | ratio       |
| --- | ---------------- | --- | ----- | ------- | ------- | ---- | ---- | ------ | ----------- | ----------- | ----------- |
| 1   | Katar            | 12  | 4     | 4 (0)   | 0 (0)   | 12   | 1    | 12.000 | 328         | 250         | 1.312       |
| 2   | Kuwejt           | 8   | 4     | 3 (1)   | 1 (0)   | 10   | 6    | 1.667  | 371         | 341         | 1.088       |
| 3   | Oman             | 7   | 4     | 2 (0)   | 2 (1)   | 8    | 7    | 1.143  | 333         | 310         | 1.074       |
| 4   | Arabia Saudyjska | 3   | 4     | 1 (0)   | 3 (0)   | 5    | 9    | 0.556  | 303         | 315         | 0.962       |
| 5   | Palestyna        | 0   | 4     | 0 (0)   | 4 (0)   | 0    | 12   | 0.000  | 181         | 300         | 0.603       |

Źródło: arabgames2011.qa
Punktacja: 3:0 i 3:1 – 3 pkt; 3:2 – 2 pkt; 2:3 – 1 pkt; 1:3 i 0:3 – 0 pkt
Zasady ustalania kolejności: 1. liczba punktów; 2. liczba zwycięstw; 3. stosunek setów; 4. stosunek małych punktów; 5. bilans w bezpośrednich meczach
Wyniki spotkań
| Data  | Godzina | Drużyna 1        | Wynik | Drużyna 2        | Set 1 | Set 2 | Set 3 | Set 4 | Set 5 | Raport |
| ----- | ------- | ---------------- | ----- | ---------------- | ----- | ----- | ----- | ----- | ----- | ------ |
| 10.12 | 19:00   | Katar            | 3:0   | Palestyna        | 25:10 | 25:12 | 25:14 |       |       |        |
| 12.12 | 17:00   | Oman             | 2:3   | Kuwejt           | 23:25 | 25:15 | 30:28 | 15:25 | 11:15 |        |
| 12.12 | 19:25   | Katar            | 3:0   | Arabia Saudyjska | 25:17 | 25:23 | 25:21 |       |       |        |
| 13.12 | 19:00   | Palestyna        | 0:3   | Oman             | 12:25 | 13:25 | 15:25 |       |       |        |
| 14.12 | 17:00   | Palestyna        | 0:3   | Arabia Saudyjska | 14:25 | 15:25 | 22:25 |       |       |        |
| 14.12 | 19:00   | Kuwejt           | 1:3   | Katar            | 22:25 | 26:24 | 27:29 | 16:25 |       |        |
| 15.12 | 19:00   | Arabia Saudyjska | 1:3   | Oman             | 18:25 | 23:25 | 25:17 | 21:25 |       |        |
| 16.12 | 17:00   | Kuwejt           | 3:0   | Palestyna        | 25:15 | 25:22 | 25:17 |       |       |        |
| 16.12 | 19:00   | Oman             | 0:3   | Katar            | 23:25 | 19:25 | 20:25 |       |       |        |
| 17.12 | 19:00   | Arabia Saudyjska | 1:3   | Kuwejt           | 15:25 | 19:25 | 25:22 | 21:25 |       |        |

#### Grupa B
Tabela
| Lp. | Drużyna  | Pkt | Mecze | Mecze   | Mecze   | Sety | Sety | Sety  | Małe punkty | Małe punkty | Małe punkty |
| Lp. | Drużyna  | Pkt | M     | W (3:2) | P (2:3) | wyg. | prz. | ratio | zdob.       | str.        | ratio       |
| --- | -------- | --- | ----- | ------- | ------- | ---- | ---- | ----- | ----------- | ----------- | ----------- |
| 1   | Egipt    | 15  | 5     | 5 (0)   | 0 (0)   | 15   | 2    | 7.500 | 421         | 300         | 1.403       |
| 2   | Algieria | 12  | 5     | 4 (0)   | 1 (0)   | 12   | 3    | 4.000 | 349         | 284         | 1.229       |
| 3   | Bahrajn  | 9   | 5     | 3 (0)   | 2 (0)   | 10   | 6    | 1.667 | 375         | 346         | 1.084       |
| 4   | Jordania | 5   | 5     | 2 (1)   | 3 (0)   | 6    | 11   | 0.545 | 355         | 388         | 0.915       |
| 5   | Irak     | 3   | 5     | 1 (1)   | 4 (1)   | 5    | 14   | 0.357 | 344         | 438         | 0.785       |
| 6   | Sudan    | 1   | 5     | 0 (0)   | 5 (1)   | 3    | 15   | 0.200 | 336         | 424         | 0.792       |

Źródło: arabgames2011.qa
Punktacja: 3:0 i 3:1 – 3 pkt; 3:2 – 2 pkt; 2:3 – 1 pkt; 1:3 i 0:3 – 0 pkt
Zasady ustalania kolejności: 1. liczba punktów; 2. liczba zwycięstw; 3. stosunek setów; 4. stosunek małych punktów; 5. bilans w bezpośrednich meczach
Wyniki spotkań
| Data  | Godzina | Drużyna 1 | Wynik | Drużyna 2 | Set 1 | Set 2 | Set 3 | Set 4 | Set 5 | Raport |
| ----- | ------- | --------- | ----- | --------- | ----- | ----- | ----- | ----- | ----- | ------ |
| 10.12 | 13:15   | Bahrajn   | 3:0   | Irak      | 25:16 | 25:18 | 25:20 |       |       |        |
| 10.12 | 15:00   | Egipt     | 3:1   | Sudan     | 25:15 | 23:25 | 25:12 | 25:17 |       |        |
| 10.12 | 17:00   | Algieria  | 3:0   | Jordania  | 25:23 | 25:22 | 25:17 |       |       |        |
| 11.12 | 15:00   | Irak      | 2:3   | Jordania  | 25:19 | 25:18 | 21:25 | 14:25 | 19:21 |        |
| 11.12 | 17:30   | Sudan     | 0:3   | Algieria  | 20:25 | 15:25 | 11:25 |       |       |        |
| 11.12 | 19:00   | Bahrajn   | 1:3   | Egipt     | 23:25 | 25:23 | 19:25 | 23:25 |       |        |
| 13.12 | 13:00   | Egipt     | 3:0   | Irak      | 25:13 | 25:15 | 25:16 |       |       |        |
| 13.12 | 15:00   | Algieria  | 3:0   | Bahrajn   | 25:22 | 25:19 | 25:18 |       |       |        |
| 13.12 | 17:00   | Jordania  | 3:0   | Sudan     | 25:19 | 25:18 | 25:22 |       |       |        |
| 15.12 | 13:00   | Irak      | 3:2   | Sudan     | 25:22 | 25:19 | 15:25 | 19:25 | 16:14 |        |
| 15.12 | 15:30   | Bahrajn   | 3:0   | Jordania  | 25:20 | 25:23 | 25:19 |       |       |        |
| 15.12 | 17:17   | Egipt     | 3:0   | Algieria  | 25:16 | 25:11 | 25:22 |       |       |        |
| 17.12 | 13:00   | Algieria  | 3:0   | Irak      | 25:12 | 25:16 | 25:14 |       |       |        |
| 17.12 | 15:00   | Jordania  | 0:3   | Egipt     | 13:25 | 17:25 | 18:25 |       |       |        |
| 17.12 | 17:00   | Sudan     | 0:3   | Bahrajn   | 24:26 | 14:25 | 19:25 |       |       |        |

### Faza pucharowa
|  | Półfinały | Półfinały | Półfinały |  |  | Finał             | Finał             | Finał             |
|  |           |           |           |  |  |                   |                   |                   |
|  | A2        | Kuwejt    | 0         |  |  |                   |                   |                   |
|  | B1        | Egipt     | 3         |  |  |                   |                   |                   |
|  |           |           |           |  |  | B1                | Egipt             | 3                 |
|  |           |           |           |  |  | B2                | Katar             | 0                 |
|  | A1        | Algieria  | 0         |  |  |                   |                   |                   |
|  | B2        | Katar     | 3         |  |  | Mecz o 3. miejsce | Mecz o 3. miejsce | Mecz o 3. miejsce |
|  |           |           |           |  |  |                   |                   |                   |
|  |           |           |           |  |  | A2                | Kuwejt            | 3                 |
|  |           |           |           |  |  | A1                | Algieria          | 0                 |

#### Mecz o 9. miejsce
| Data  | Godzina | Drużyna 1 | Wynik | Drużyna 2 | Set 1 | Set 2 | Set 3 | Set 4 | Set 5 | Raport |
| ----- | ------- | --------- | ----- | --------- | ----- | ----- | ----- | ----- | ----- | ------ |
| 19.12 | 13:00   | Palestyna | 0:3   | Irak      | 0:25  | 0:25  | 0:25  |       |       |        |

#### Mecz o 7. miejsce
| Data  | Godzina | Drużyna 1        | Wynik | Drużyna 2 | Set 1 | Set 2 | Set 3 | Set 4 | Set 5 | Raport |
| ----- | ------- | ---------------- | ----- | --------- | ----- | ----- | ----- | ----- | ----- | ------ |
| 19.12 | 15:00   | Arabia Saudyjska | 3:0   | Jordania  | 25:22 | 25:19 | 25:18 |       |       |        |

#### Mecz o 5. miejsce
| Data  | Godzina | Drużyna 1 | Wynik | Drużyna 2 | Set 1 | Set 2 | Set 3 | Set 4 | Set 5 | Raport |
| ----- | ------- | --------- | ----- | --------- | ----- | ----- | ----- | ----- | ----- | ------ |
| 22.12 | 15:00   | Oman      | 0:3   | Bahrajn   | 14:25 | 21:25 | 21:25 |       |       |        |

#### Półfinały
| Data  | Godzina | Drużyna 1 | Wynik | Drużyna 2 | Set 1 | Set 2 | Set 3 | Set 4 | Set 5 | Raport |
| ----- | ------- | --------- | ----- | --------- | ----- | ----- | ----- | ----- | ----- | ------ |
| 19.12 | 17:00   | Kuwejt    | 0:3   | Egipt     | 22:25 | 22:25 | 18:25 |       |       |        |
| 19.12 | 19:00   | Algieria  | 0:3   | Katar     | 20:25 | 21:25 | 20:25 |       |       |        |

#### Mecz o 3. miejsce
| Data  | Godzina | Drużyna 1 | Wynik | Drużyna 2 | Set 1 | Set 2 | Set 3 | Set 4 | Set 5 | Raport |
| ----- | ------- | --------- | ----- | --------- | ----- | ----- | ----- | ----- | ----- | ------ |
| 22.12 | 17:30   | Kuwejt    | 0:3   | Algieria  | 23:25 | 17:25 | 24:26 |       |       |        |

#### Finał
| Data  | Godzina | Drużyna 1 | Wynik | Drużyna 2 | Set 1 | Set 2 | Set 3 | Set 4 | Set 5 | Raport |
| ----- | ------- | --------- | ----- | --------- | ----- | ----- | ----- | ----- | ----- | ------ |
| 22.12 | 20:00   | Egipt     | 3:0   | Katar     | 25:20 | 25:20 | 25:10 |       |       |        |

### Klasyfikacja końcowa
| Lp. | Drużyna          |
| --- | ---------------- |
| 1   | Egipt            |
| 2   | Katar            |
| 3   | Algieria         |
| 4   | Kuwejt           |
| 5   | Bahrajn          |
| 6   | Oman             |
| 7   | Arabia Saudyjska |
| 8   | Jordania         |
| 9   | Irak             |
| 10  | Palestyna        |
| 11  | Sudan            |

## Turniej kobiet w piłce siatkowej

### Tabela
| Lp. | Drużyna                      | Pkt | Mecze | Mecze   | Mecze   | Sety | Sety | Sety   | Małe punkty | Małe punkty | Małe punkty |
| Lp. | Drużyna                      | Pkt | M     | W (3:2) | P (2:3) | wyg. | prz. | ratio  | zdob.       | str.        | ratio       |
| --- | ---------------------------- | --- | ----- | ------- | ------- | ---- | ---- | ------ | ----------- | ----------- | ----------- |
| 1   | Egipt                        | 12  | 4     | 4 (0)   | 0 (0)   | 12   | 1    | 12.000 | 322         | 174         | 1.851       |
| 2   | Algieria                     | 9   | 4     | 3 (0)   | 1 (0)   | 10   | 3    | 3.333  | 312         | 171         | 1.825       |
| 3   | Zjednoczone Emiraty Arabskie | 6   | 4     | 2 (0)   | 2 (0)   | 6    | 6    | 1.000  | 218         | 207         | 1.053       |
| 4   | Kuwejt                       | 3   | 4     | 1 (0)   | 3 (0)   | 3    | 10   | 0.300  | 169         | 313         | 0.540       |
| 5   | Katar                        | 0   | 4     | 0 (0)   | 4 (0)   | 1    | 12   | 0.083  | 167         | 323         | 0.517       |

Źródło: arabgames2011.qa
Punktacja: 3:0 i 3:1 – 3 pkt; 3:2 – 2 pkt; 2:3 – 1 pkt; 1:3 i 0:3 – 0 pkt
Zasady ustalania kolejności: 1. liczba punktów; 2. liczba zwycięstw; 3. stosunek setów; 4. stosunek małych punktów; 5. bilans w bezpośrednich meczach

### Wyniki spotkań
| Data  | Godzina | Drużyna 1                    | Wynik | Drużyna 2                    | Set 1 | Set 2 | Set 3 | Set 4 | Set 5 | Raport |
| ----- | ------- | ---------------------------- | ----- | ---------------------------- | ----- | ----- | ----- | ----- | ----- | ------ |
| 12.12 | 13:05   | Zjednoczone Emiraty Arabskie | 3:0   | Kuwejt                       | 25:9  | 25:4  | 25:8  |       |       |        |
| 12.12 | 15:00   | Egipt                        | 3:0   | Katar                        | 25:7  | 25:10 | 25:10 |       |       |        |
| 14.12 | 13:00   | Zjednoczone Emiraty Arabskie | 0:3   | Egipt                        | 18:25 | 3:25  | 14:25 |       |       |        |
| 14.12 | 15:00   | Algieria                     | 3:0   | Katar                        | 25:7  | 25:4  | 25:5  |       |       |        |
| 16.12 | 13:00   | Zjednoczone Emiraty Arabskie | 0:3   | Algieria                     | 8:25  | 14:25 | 11:25 |       |       |        |
| 16.12 | 15:00   | Egipt                        | 3:0   | Kuwejt                       | 25:7  | 25:7  | 25:11 |       |       |        |
| 18.12 | 12:00   | Kuwejt                       | 0:3   | Algieria                     | 9:25  | 11:25 | 5:25  |       |       |        |
| 18.12 | 14:00   | Katar                        | 0:3   | Zjednoczone Emiraty Arabskie | 18:25 | 10:25 | 8:25  |       |       |        |
| 21.12 | 17:00   | Katar                        | 1:3   | Kuwejt                       | 25:23 | 21:25 | 21:25 | 21:25 |       |        |
| 21.12 | 19:00   | Algieria                     | 1:3   | Egipt                        | 25:22 | 23:25 | 19:25 | 20:25 |       |        |

### Klasyfikacja końcowa
| Lp. | Drużyna                      |
| --- | ---------------------------- |
| 1   | Egipt                        |
| 2   | Algieria                     |
| 3   | Zjednoczone Emiraty Arabskie |
| 4   | Kuwejt                       |
| 5   | Katar                        |

## Turniej mężczyzn w siatkówce plażowej

### Runda preeliminacyjna

#### Grupa A
Tabela
| Lp. | Drużyna                 | Pkt | Mecze | Mecze | Mecze | Sety | Sety | Sety  | Małe punkty | Małe punkty | Małe punkty |
| Lp. | Drużyna                 | Pkt | M     | W     | P     | wyg. | prz. | ratio | zdob.       | str.        | ratio       |
| --- | ----------------------- | --- | ----- | ----- | ----- | ---- | ---- | ----- | ----------- | ----------- | ----------- |
| 1   | Abi Chedid / Fares      | 9   | 5     | 4     | 1     | 9    | 3    | 3,000 | 232         | 167         | 1,389       |
| 2   | Al-Housni / Al-Shereiqi | 9   | 5     | 4     | 1     | 8    | 3    | 2,667 | 199         | 181         | 1,099       |
| 3   | Al-Arqan / Tafesh       | 8   | 5     | 3     | 2     | 7    | 4    | 1,750 | 204         | 183         | 1,115       |
| 4   | Boutefnouchet / Smahi   | 7   | 5     | 2     | 3     | 4    | 7    | 0,571 | 178         | 202         | 0,881       |
| 5   | Abdelnaeim / Shahin     | 6   | 5     | 1     | 4     | 3    | 8    | 0,375 | 185         | 195         | 0,949       |
| 6   | Faris / Ahmed           | 6   | 5     | 1     | 4     | 2    | 8    | 0,250 | 116         | 186         | 0,624       |

Źródło: arabgames2011.qa
Zasady ustalania kolejności: 1. liczba zdobytych punktów; 2. wyższy stosunek setów; 3. wyższy stosunek małych punktów.
Punktacja: zwycięstwo – 2 pkt; porażka – 1 pkt
Wyniki spotkań
| Data  | Godzina | Drużyna 1               | Wynik | Drużyna 2               | Set 1 | Set 2 | Set 3 | Raport |
| ----- | ------- | ----------------------- | ----- | ----------------------- | ----- | ----- | ----- | ------ |
| 10.12 |         | Abdelnaeim / Shahin     | 0:2   | Al-Housni / Al-Shereiqi | 11:21 | 19:21 |       |        |
| 10.12 |         | Boutefnouchet / Smahi   | 0:2   | Al-Arqan / Tafesh       | 16:21 | 17:21 |       |        |
| 10.12 |         | Faris / Ahmed           | 0:2   | Abi Chedid / Fares      | 7:21  | 9:21  |       |        |
| 11.12 |         | Boutefnouchet / Smahi   | 2:0   | Faris / Ahmed           | 21:11 | 21:11 |       |        |
| 11.12 |         | Al-Housni / Al-Shereiqi | 2:1   | Abi Chedid / Fares      | 21:17 | 19:21 | 15:13 |        |
| 11.12 |         | Al-Arqan / Tafesh       | 2:0   | Abdelnaeim / Shahin     | 21:18 | 21:15 |       |        |
| 12.12 |         | Faris / Ahmed           | 0:2   | Al Arqan / Tafesh       | 9:21  | 11:21 |       |        |
| 12.12 |         | Abdelnaeim / Shahin     | 0:2   | Abi Chedid / Fares      | 16:21 | 10:21 |       |        |
| 12.12 |         | Al-Housni / Al-Shereiqi | 2:0   | Boutefnouchet / Smahi   | 21:14 | 21:17 |       |        |
| 13.12 |         | Abdelnaeim / Shahin     | 2:0   | Faris / Ahmed           | 21:9  | 21:7  |       |        |
| 13.12 |         | Abi Chedid / Fares      | 2:0   | Boutefnouchet / Smahi   | 21:10 | 21:9  |       |        |
| 13.12 |         | Al-Arqan / Tafesh       | 0:2   | Al-Housni / Al-Shereiqi | 12:21 | 15:21 |       |        |
| 14.12 |         | Abi Chedid / Fares      | 2:1   | Al Arqan / Tafesh       | 21:19 | 19:21 | 15:11 |        |
| 14.12 |         | Al-Housni / Al-Shereiqi | 0:2   | Faris / Ahmed           | 18:21 | 0:21  | k     |        |
| 14.12 |         | Boutefnouchet / Smahi   | 2:1   | Abdelnaeim / Shahin     | 15:21 | 21:18 | 17:15 |        |

#### Grupa B
Tabela
| Lp. | Drużyna            | Pkt | Mecze | Mecze | Mecze | Sety | Sety | Sety  | Małe punkty | Małe punkty | Małe punkty |
| Lp. | Drużyna            | Pkt | M     | W     | P     | wyg. | prz. | ratio | zdob.       | str.        | ratio       |
| --- | ------------------ | --- | ----- | ----- | ----- | ---- | ---- | ----- | ----------- | ----------- | ----------- |
| 1   | Marhoon / Qarqoor  | 8   | 4     | 4     | 0     | 8    | 0    | MAX   | 171         | 111         | 1,541       |
| 2   | Ahmed / Malik      | 7   | 4     | 3     | 1     | 6    | 2    | 3,000 | 163         | 111         | 1,468       |
| 3   | Al-Marug / Al-Tumi | 6   | 4     | 2     | 2     | 4    | 4    | 1,000 | 128         | 149         | 0,859       |
| 4   | Dashti / Al-Asaaf  | 5   | 4     | 1     | 3     | 2    | 7    | 0,286 | 117         | 178         | 0,657       |
| 5   | Sabbar / Al-Aug    | 4   | 4     | 0     | 4     | 1    | 8    | 0,125 | 155         | 185         | 0,838       |

Źródło: arabgames2011.qa
Zasady ustalania kolejności: 1. liczba zdobytych punktów; 2. wyższy stosunek setów; 3. wyższy stosunek małych punktów.
Punktacja: zwycięstwo – 2 pkt; porażka – 1 pkt

Para Elmi / Saleh z Dżibuti została zdyskwalifikowana.

#### Grupa C
| Lp. | Drużyna               | Pkt | Mecze | Mecze | Mecze | Sety | Sety | Sety  | Małe punkty | Małe punkty | Małe punkty |
| Lp. | Drużyna               | Pkt | M     | W     | P     | wyg. | prz. | ratio | zdob.       | str.        | ratio       |
| --- | --------------------- | --- | ----- | ----- | ----- | ---- | ---- | ----- | ----------- | ----------- | ----------- |
| 1   | Al-Subhi / Al-Balushi | 10  | 5     | 5     | 0     | 10   | 2    | 5,000 | 242         | 176         | 1,375       |
| 2   | Ourhdach / Boukhare   | 9   | 5     | 4     | 1     | 8    | 4    | 2,000 | 225         | 190         | 1,184       |
| 3   | Husain / Ebrahim      | 8   | 5     | 3     | 2     | 8    | 4    | 2,000 | 234         | 174         | 1,345       |
| 4   | Al-Awlaqi / Mohammed  | 7   | 5     | 2     | 3     | 6    | 6    | 1,000 | 214         | 202         | 1,059       |
| 5   | Duqmaq / Thamer       | 6   | 5     | 1     | 4     | 2    | 8    | 0,250 | 134         | 209         | 0,641       |
| 6   | Naser / Younus        | 5   | 5     | 0     | 5     | 0    | 10   | 0,000 | 116         | 214         | 0,542       |

Źródło: arabgames2011.qa
Zasady ustalania kolejności: 1. liczba zdobytych punktów; 2. wyższy stosunek setów; 3. wyższy stosunek małych punktów.
Punktacja: zwycięstwo – 2 pkt; porażka – 1 pkt

#### Grupa D
| Lp. | Drużyna               | Pkt | Mecze | Mecze | Mecze | Sety | Sety | Sety  | Małe punkty | Małe punkty | Małe punkty |
| Lp. | Drużyna               | Pkt | M     | W     | P     | wyg. | prz. | ratio | zdob.       | str.        | ratio       |
| --- | --------------------- | --- | ----- | ----- | ----- | ---- | ---- | ----- | ----------- | ----------- | ----------- |
| 1   | Abdelnaeim / Atta     | 8   | 4     | 4     | 0     | 8    | 1    | 8,000 | 189         | 152         | 1,243       |
| 2   | Mahfoudh / Al-Zawiya  | 7   | 4     | 3     | 1     | 6    | 2    | 3,000 | 160         | 133         | 1,203       |
| 3   | Ahmad / Abu Al-Roob   | 6   | 4     | 2     | 2     | 4    | 4    | 1,000 | 162         | 135         | 1,200       |
| 4   | Ebrahim / Abdulkhaleq | 5   | 4     | 1     | 3     | 3    | 6    | 0,500 | 148         | 169         | 0,876       |
| 5   | Mamour / Osman        | 4   | 4     | 0     | 4     | 0    | 8    | 0,000 | 98          | 168         | 0,583       |

Źródło: arabgames2011.qa
Zasady ustalania kolejności: 1. liczba zdobytych punktów; 2. wyższy stosunek setów; 3. wyższy stosunek małych punktów.
Punktacja: zwycięstwo – 2 pkt; porażka – 1 pkt

Para Abdulmajieid / Al-Shayji z Sudanu została zdyskwalifikowana.

### 1/8 finału
| Data  | Godzina | Drużyna 1               | Wynik | Drużyna 2             | Set 1 | Set 2 | Set 3 | Raport |
| ----- | ------- | ----------------------- | ----- | --------------------- | ----- | ----- | ----- | ------ |
| 15.12 | 10:00   | Abi Chedid / Fares      | 2:1   | Al-Awlaqi / Mohammed  | 18:21 | 21:12 | 15:6  |        |
| 15.12 | 10:57   | Al-Marug / Al-Tumi      | 2:0   | Mahfoudh / Al-Zawiya  | 21:18 | 21:12 |       |        |
| 15.12 | 11:47   | Al-Subhi / Al-Balushi   | 2:0   | Boutefnouchet / Smahi | 21:8  | 21:14 |       |        |
| 15.12 | 12:35   | Ahmed / Malik           | 2:0   | Jamil / Shareef       | 21:13 | 21:17 |       |        |
| 15.12 | 15:00   | Marhoon / Qarqoor       | 2:0   | Ebrahim / Abdulkhaleq | 21:11 | 21:19 |       |        |
| 15.12 | 15:50   | Al-Arqan / Tafesh       | 0:2   | Ourhdach / Boukhare   | 18:21 | 17:21 |       |        |
| 15.12 | 16:40   | Okasha / Atta           | 2:0   | Dashti / Al-Asaaf     | 21:16 | 21:13 |       |        |
| 15.12 | 17:20   | Al-Housni / Al-Shereiqi | 2:0   | Husain / Ebrahim      | 23:21 | 21:18 |       |        |

#### Ćwierćfinały
| Data  | Godzina | Drużyna 1             | Wynik | Drużyna 2               | Set 1 | Set 2 | Set 3 | Raport |
| ----- | ------- | --------------------- | ----- | ----------------------- | ----- | ----- | ----- | ------ |
| 15.12 | 18:17   | Abi Chedid / Fares    | 2:0   | Al-Marug / Al-Tumi      | 21:18 | 21:12 |       |        |
| 15.12 | 19:05   | Al-Subhi / Al-Balushi | 2:0   | Ahmed / Malik           | 21:13 | 22:20 |       |        |
| 15.12 | 20:00   | Marhoon / Qarqoor     | 2:1   | Ourhdach / Boukhare     | 21:17 | 15:21 | 15:11 |        |
| 15.12 | 21:05   | Okasha / Atta         | 0:2   | Al-Housni / Al-Shereiqi | 13:21 | 13:21 |       |        |

#### Półfinały
| Data  | Godzina | Drużyna 1          | Wynik | Drużyna 2               | Set 1 | Set 2 | Set 3 | Raport |
| ----- | ------- | ------------------ | ----- | ----------------------- | ----- | ----- | ----- | ------ |
| 16.12 | 10:00   | Abi Chedid / Fares | 0:2   | Al-Subhi / Al-Balushi   | 19:21 | 0:21  | k     |        |
| 16.12 | 10:00   | Marhoon / Qarqoor  | 1:2   | Al-Housni / Al-Shereiqi | 21:19 | 12:21 | 13:15 |        |

#### Mecz o 3. miejsce
| Data  | Godzina | Drużyna 1          | Wynik | Drużyna 2         | Set 1 | Set 2 | Set 3 | Raport |
| ----- | ------- | ------------------ | ----- | ----------------- | ----- | ----- | ----- | ------ |
| 16.12 | 16:00   | Abi Chedid / Fares | 0:2   | Marhoon / Qarqoor | 0:21  | 0:21  | k     |        |

#### Finał
| Data  | Godzina | Drużyna 1             | Wynik | Drużyna 2               | Set 1 | Set 2 | Set 3 | Raport |
| ----- | ------- | --------------------- | ----- | ----------------------- | ----- | ----- | ----- | ------ |
| 16.12 | 18:00   | Al-Subhi / Al-Balushi | 2:1   | Al-Housni / Al-Shereiqi | 21:17 | 15:21 | 15:9  |        |